# Remscheider Schwelle
Die Remscheider Schwelle ist eine kleinteilige Naturräumliche Einheit mit der Ordnungsnummer 338.061. Es handelt sich um einen aus den ca. 300 m hohen Flächen des Remscheider Berglands (Naturräumliche Einheit 338.060) inselartig hervorragenden Höhenzug, dessen größte Höhe sich mit 379 m bei Hohenhagen befindet.
Geologisch besteht die Remscheider Schwelle aus dem gleichen Gestein wie in der Umgebung, vor allem aus devonischen und silurischen Grauwacken, Schiefern, Sandsteinen oder Quarziten. Die Schwelle ist Teil des Remscheid-Altenaer Sattels und entstand wahrscheinlich durch neubelebte Tektonik bei der tertiären Heraushebung des Gebirges.
Auf dem Höhenzug befindet sich die Innenstadt der bergischen Großstadt Remscheid, die in früheren Zeiten aufgrund ihrer hohen Lage und ihrer weitläufigen Handelsbeziehungen nach Übersee auch als „Seestadt auf dem Berge“ bezeichnet wurde.